# Paul Zweifel
Paul Zweifel (Höngg, cerca de Zúrich, Suiza 30 de junio de 1848 - Leipzig, Alemania, 13 de agosto de 1927) fue un ginecólogo y fisiólogo alemán. En 1876 fue el primero en demostrar que el feto era metabólicamente activo.

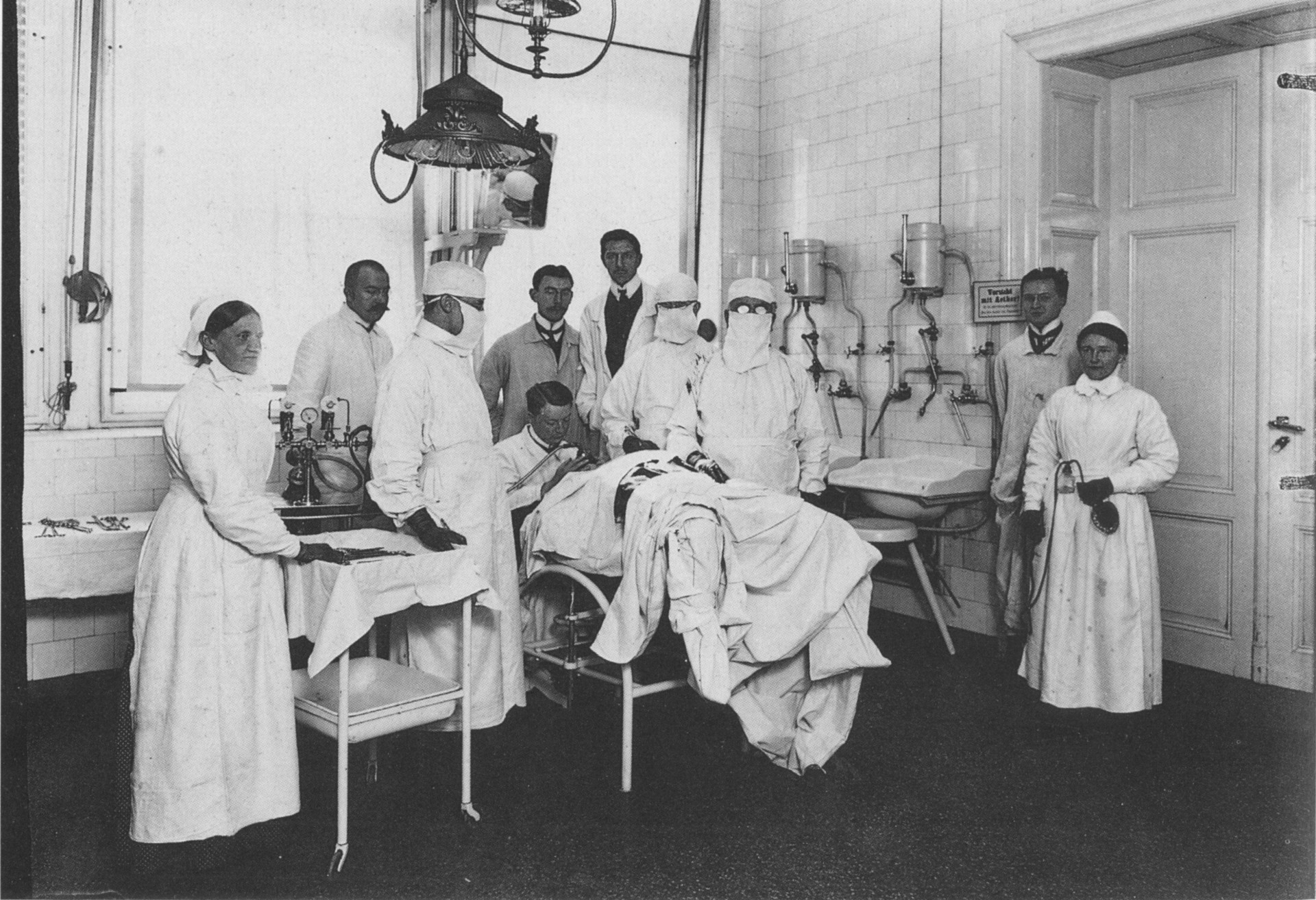
Zweifel y su equipo de operaciones en la Frauenklinik Leipzig (1905).

## Biografía
Zweifel nació en Suiza; su padre era médico. Estudió en la Universidad de Zúrich junto con Adolf Gusserow (1836-1906). En 1871 se graduó y recibió su habilitación de doctor en la Universidad de Estrasburgo para ejercer como médico, donde ya era asistente en el instituto ginecológico. En Estrasburgo realizó estudios sobre la fisiología del feto y sobre la placenta en el Instituto Felix Hoppe-Seyler. En 1876 fue nombrado profesor de ginecología en la Universidad de Erlangen-Núremberg. En 1887 se trasladó a la Universidad de Leipzig, donde ocupó el cargo de Jefe de Obstetricia y Ginecología hasta su jubilación 35 años después (1921). Ostentaba el título de Geheimer Medizinal-Rat ("Consejero médico privado" en español), un título honorífico otorgado a los médicos más distinguidos en reconocimiento a sus contribuciones en el campo de la medicina.
En 1876 se convirtió en el primero en demostrar que el feto, en el interior del útero, es metabólicamente activo y consume oxígeno. Esta fue una cuestión muy debatida antes de Zweifel y su descubrimiento marcó el inicio de la era moderna de la investigación en fisiología fetal. También hizo un uso extensivo de estadística para evaluar los procedimientos obstétricos rivales.
En 1931, una calle del distrito Probstheida de Leipzig recibió el nombre de Zweifelstraße en su honor. También un edificio de la Universidad de Erlangen lleva su nombre.

## Obras
Zweifel contribuyó con más de 100 monografías a revistas médicas. Entre sus muchas obras se pueden mencionar:
- Über den Verdauungsapparat der Neugeborenen (Estrasburgo, 1874).
- Lehrbuch der Operativen Geburtshülfe für Ärzte und Studirende (Stuttgart, 1881).
- Der Einfluss der Aerztlichen Thätigkeit auf die Bevölkerungsbewegung (Stuttgart, 1887).
- Die Symphyseotomie (Stuttgart 1893).
- Ätiologie, Prophylaxis und Therapie der Rachitis (Stuttgart, 1900).
- Ätiologie, Begriff und Prophylaxis des Kindbettfiebers (Leipzig, JA Barth, 1912).